# Тальская Вершина
Тальская Вершина — потухший вулкан в Тункинской котловине, Бурятия. Сильно разрушен.
Крупнейший из девяти вулканов Таловской группы. Лавовый холм имеет высоту 68,5 м, протяжённость с севера на юг — 1225 м, с запада на восток — до 775 м. В центре вулкана находится кратер диаметром 70—80 м, глубиной до 6 м. Кратер вулкана ограничен валом высотой 2—2,5 м, шириной 4—5 м. В 300 метрах южнее вершины отмечается ещё один кратер диаметром 150 м, глубиной 2 м.
Тальская вершина сложена шлаками и базальтами. Изредка попадаются пемзовидные разновидности и сравнительно большое количество шлаковидных и бомбовидных образований. В днище центрального кратера шурфом вскрыта четырёхметровая толща серых лёссовидных супесей.